# Linas Mėgelaitis
Linas Mėgelaitis (Šilutė, 9 de septiembre de 1998) es un futbolista lituano que juega en la demarcación de centrocampista para el US Viterbese 1908 de la Serie C.

## Selección nacional
Tras jugar en distintas categorías inferiores de la selección, el 11 de noviembre de 2020 hizo su debut con la selección de fútbol de Lituania en un encuentro amistoso contra Islas Feroe que finalizó con un resultado de 2-1 a favor del combinado lituano tras un doblete de Gratas Sirgedas para Lituania, y un gol de Gunnar Vatnhamar para las Islas Feroe.

### Goles internacionales
| # | Fecha               | Estadio                                  | Oponente   | Gol | Resultado | Competición |
| - | ------------------- | ---------------------------------------- | ---------- | --- | --------- | ----------- |
| 1 | 25 de marzo de 2022 | Estadio Olímpico, Serravalle, San Marino | San Marino | 0-2 | 1–2       | Amistoso    |

## Clubes
| Club                      | País   | Año       | Partidos | Goles |
| ------------------------- | ------ | --------- | -------- | ----- |
| US Latina Calcio (cedido) | Italia | 2016-2017 | 1        | 0     |
| US Lecce                  | Italia | 2017-2019 | 8        | 0     |
| Sicula Leonzio            | Italia | 2019-2020 | 25       | 0     |
| AS Gubbio 1910            | Italia | 2020-2021 | 37       | 0     |
| US Viterbese 1908         | Italia | 2021-     | 35       | 2     |